# Động vật có quai hàm
Đối với động vật da gai, xem bài Gnathostomata (da gai)
Động vật có quai hàm (danh pháp khoa học: Gnathostomata) là một nhóm động vật có xương sống với quai hàm.
Nhóm này theo truyền thống được coi là một siêu lớp, bao gồm các lớp rất quen thuộc là cá, chim, động vật có vú v.v, và nó là nhóm có quan hệ chị-em với các động vật có xương sống nhưng không có quai hàm là Agnatha. Tuy nhiên, các nghiên cứu di truyền học gần đây đã đặt ra vấn đề đánh giá lại Gnathostomata như là một nhóm.
Người ta cho rằng quai hàm đã tiến hóa từ các vòm phía trước để hỗ trợ mang đã có được vai trò mới, được biến đổi để bơm nước qua mang bằng cách đóng và mở miệng cố hiệu quả hơn. Miệng sau đó có thể phát triển to và rộng hơn, làm cho nó có khả năng bắt được những con mồi nhỏ hơn. Cơ chế đóng và mở miệng này với thời gian trở nên mạnh và bền bỉ hơn, và dần đã chuyển thành quai hàm thực thụ. Các xương đã biến đổi trên bề mặt của lớp da có thể di chuyển vào trong miệng và trở thành các răng nguyên thủy. Cá giáp có hàm cổ đại (Placodermi) đã sử dụng các tấm xương sắc bén thay vì có răng.
Các đặc trưng phân biệt khác của động vật có quai hàm còn tồn tại là các màng bọc myelin cho các nơron, cũng như hệ miễn dịch có khả năng thích ứng.

## Phân loại & Phát sinh loài
- Phân ngành Vertebrata
- (không phân hạng) Gnathostomatomorpha

- Cận ngành Gnathostomata

- Lớp Placodermi - tuyệt chủng (cá da phiến)

- Tiểu ngành Eugnathostomata (động vật có quai hàm thực thụ)

- Lớp Chondrichthyes (cá sụn)

- (không phân hạng) Teleostomi (Acanthodii, Tetrapoda & Osteichthyes)

- Lớp Acanthodii - tuyệt chủng ("cá mập gai")

- Siêu lớp Osteichthyes (hay Teleostomi) (cá xương)

- Lớp Actinopterygii (cá vây tia)
- Lớp Sarcopterygii (cá vây thùy)

- Siêu lớp Tetrapoda

- Lớp Amphibia (động vật lưỡng cư)

- (không phân hạng) Amniota (động vật có màng ối)

- Lớp Reptilia hay Saurosida (bò sát)
- Lớp Aves (chim)
- Lớp Synapsida
- Lớp Mammalia (động vật có vú)